# Эреде, Альберто
Альберто Эреде (итал. Alberto Erede; 8 ноября 1909, Генуя — 12 апреля 2001, Монте-Карло) — итальянский дирижёр, преимущественно оперный.
Учился в Милане, затем в Базеле у Феликса Вайнгартнера и в Дрездене у Фрица Буша. В 1934—1939 гг. был одним из постоянных дирижёров Глайндборнского оперного фестиваля, одновременно работал в Италии (в 1935 г. поставил в Турине «Кольцо нибелунга») и много гастролировал в США, выступая с Симфоническим оркестром NBC (в частности, в 1939 г. Эреде дирижировал радиопремьерой оперы Джанкарло Менотти «Старая дева и вор»). С началом Второй мировой войны вернулся в Италию. В 1945—1946 гг. главный дирижёр Симфонического оркестра RAI (Турин), в 1946—1949 гг. возглавлял Новую Лондонскую оперу. В 1950—1955 гг. работал, в значительной степени, в Метрополитен-опера — в частности, дирижировал прощальным выступлением Кирстен Флагстад в «Альцесте» Кристофа Виллибальда Глюка (1952). В 1958—1962 гг. музыкальный руководитель Немецкой оперы на Рейне (Дюссельдорф/Дуйсбург). В 1961—1967 гг. как один из приглашённых дирижёров (наряду с Отмаром Магой) работал с Гётеборгским симфоническим оркестром. В 1968 г. поставил вагнеровского «Лоэнгрина» на Байройтском фестивале.
На протяжении 1950-х гг. Эреде записал полностью 14 опер — в том числе «Богему» Пуччини (1951, с Ренатой Тебальди и Джачинто Пранделли), «Аиду», «Отелло» и «Трубадура» Верди (соответственно 1953, 1954 и 1956, все три с Тебальди и Марио дель Монако), «Сельскую честь» Масканьи (1957, с Тебальди и Юсси Бьёрлингом), во всех случаях во главе с Оркестром Национальной академии Санта-Чечилия.
По мнению музыкального критика Кристофера Хауэлла, «у Эреде есть то природное чувство повествовательного течения, которое отличает настоящего оперного дирижёра, дышащего одним дыханием со своими певцами и позволяющего музыке накатывать долгими волнами».